# Бгактіведанта-Менор

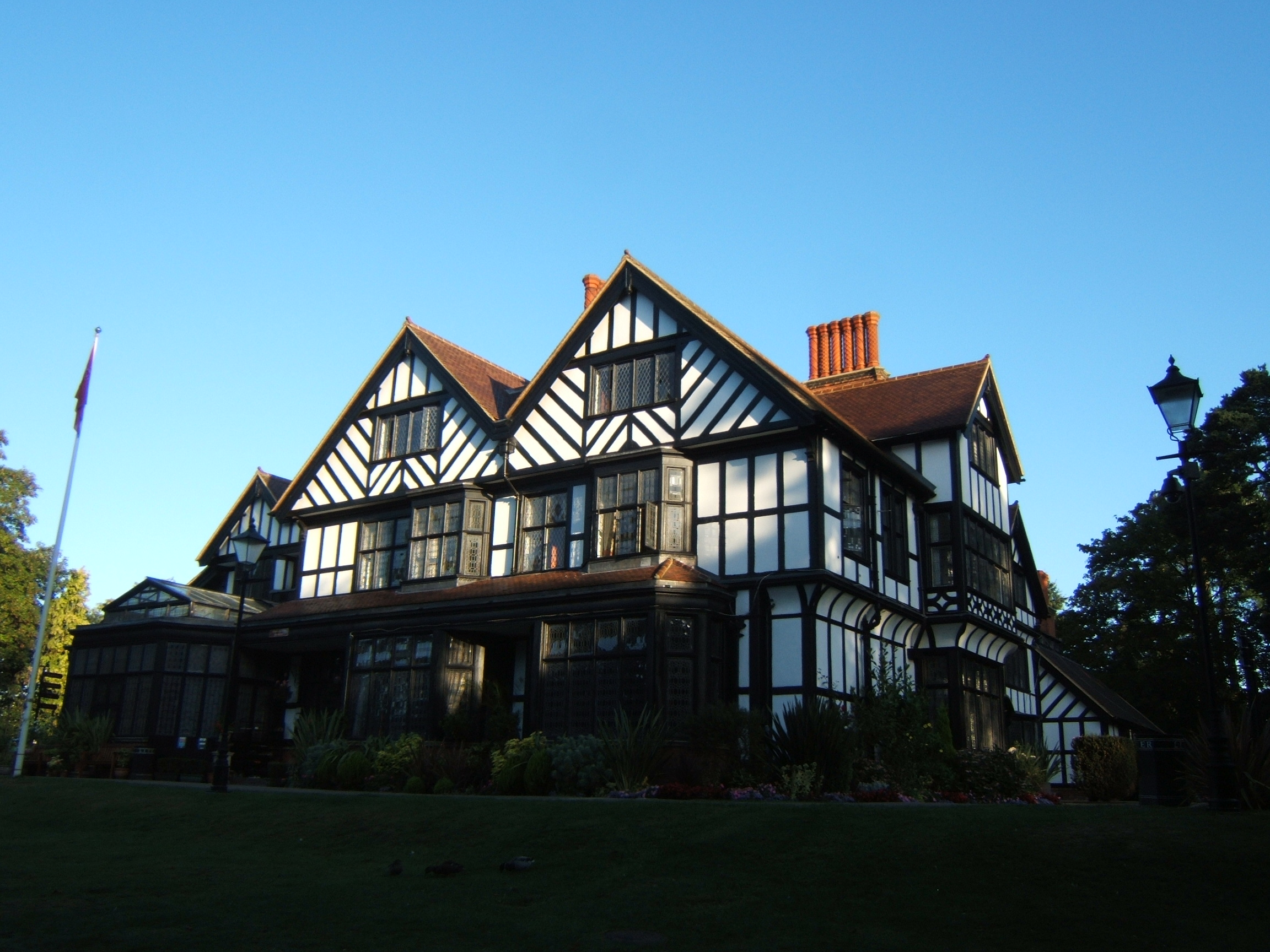
Бгактіведанта-Менор

Бгактіведанта-Менор (англ. Bhaktivedanta Manor) - індуїстський крішнаїтський храм і сільськогосподарська громада в селі Альденхем, неподалік від міста Уотфорда в графстві Гартфордшир, за 30 км від центру Лондону. Належить Міжнародному товариству свідомості Крішни (ІСККОН). Є найбільшим храмом ІСККОН у Великій Британії і одним з найвідвідуваніших храмів Радги-Крішни в Європі. Бгактіведанта-Менор був подарований ІСККОНу в 1973 році Джоржем Гаррісоном і з тих пір є штаб-квартирою цієї індуїстської релігійної організації у Великій Британії.  У дні великих індуїстських свят храм відвідують десятки тисяч індуїстів. У 2010 році в день Крішна-джанмаштамі в Бгактіведанта-Менор зібралася рекордна кількість віруючих - близько 70 000 чоловік.

## Опис
У центрі Бгактіведанта-Менор знаходиться красиво прикрашену святилище, де відбувається регулярне поклоніння божествам Радхі і Крішни (які називаються «Шрі Шрі Радга- Гокулананда »), а також божества Сіти і Рами разом з його братом Лакшмана  і слугою Хануману. 
До храму прилягають 28 гектар ів земельних угідь, на яких розташовані сучасний театр бгакті, магазин, хлібопекарня, коледж, ашрам, ведична середня школа, корівник і сільськогосподарська ферма, де земля обробляється виключно за допомогою биків. Прилегла дорога, яка проходить через парк, називається Дхар-марг, що в перекладі з гінді означає «істинний шлях». Бгактіведанта-Менор регулярно використовується для проведення індуїстських релігійних фестивалів і весіль.

## Історія

### Рання історія
Перша згадка про Бгактіведанта-Менор відноситься до XII століття у, коли Вестмінстерські абат дарував землю в Альденхем Томасу Пікоту. У XIII століття, так як землі навколо маєтку належали Лорду Пікоту, місце отримало назву «Пікотс-Менор» («маєток Пікота»). У 1884 на місці середньовічного тюдорівського маєтку, був побудований імітаційний тюдорівський особняк. У 1920 маєток отримав нову назву — «Пігготс-Менор». З 1957 по 1972 рік Пігготс-Менор використовувався як центр з навчання медсестер під управлінням шпиталю Св. Варфоломія.

### Перетворення в вайшнавский храм

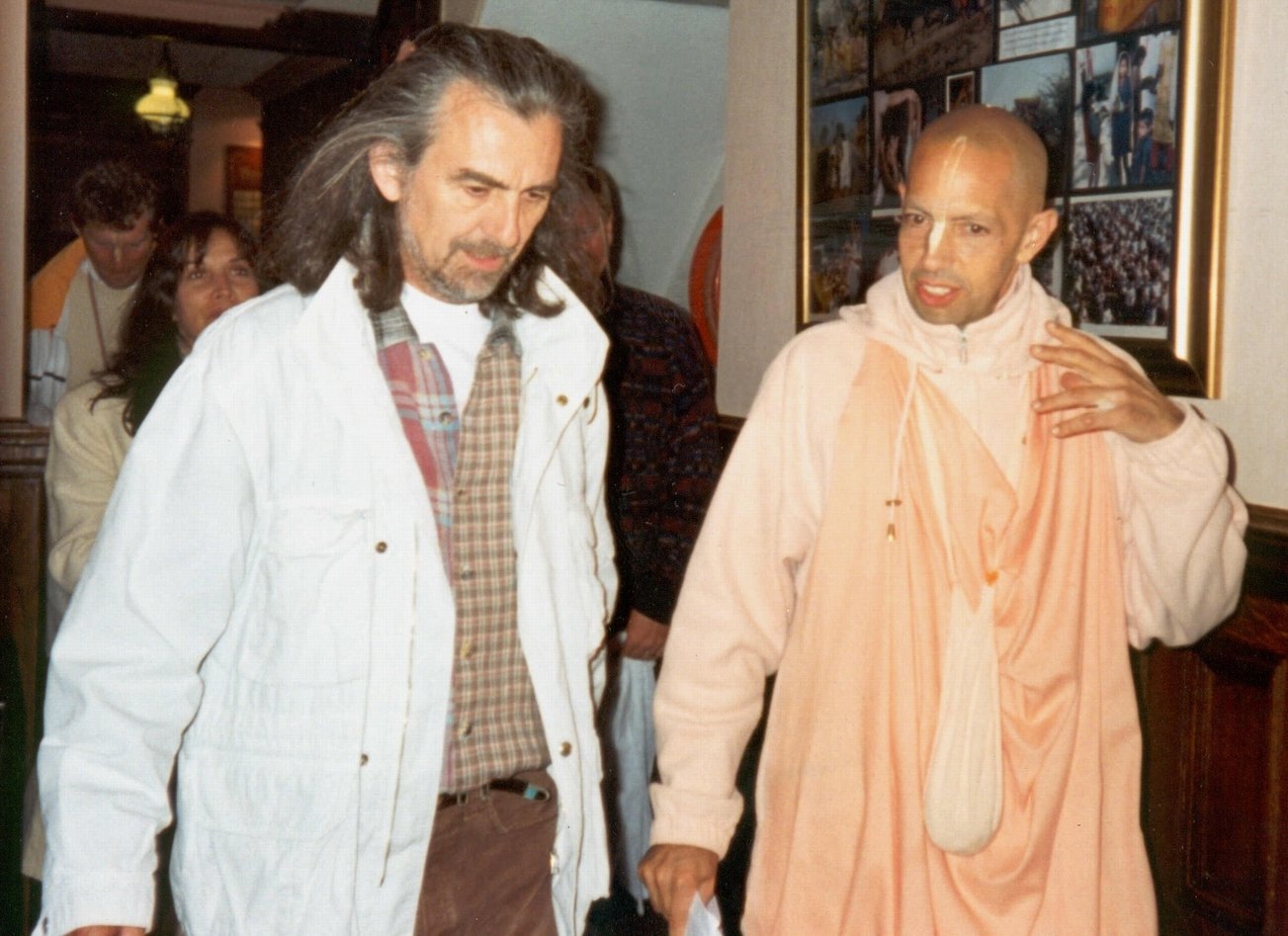
Джордж Гаррісон і Мукунд Госвамі в Бгактіведанта-Менор (1996 рік).

У 1973 ріку «Пігготс-Менор» був придбаний колишнім членом групи The Beatles Джорджем Харрісоном, який купив маєток в подарунок ІСККОН і його засновнику Бгактіведанта Свамі Прабхупада. Після цього кришнаїти перейменували Пігготс-Менор в «Бгактіведанта-Менор» (бгакті у перекладі з санскриту означає «віддане служіння Богу», а веданта - «кінцеве знання Вед ») і перетворили його в храм і ашрам. Джордж Харрісон хотів, щоб Бгактіведанта-Менор «став прикладом того, що таке свідомість Кришни». «Місцем, де люди могли б випробувати велич відданого служіння Верховному Господу».
У період з 1973 по 1977 рік Бгактіведанта-Менор служив резиденцією Бхактіведанти Свамі Прабхупади під час його візитів до Великої Британії. Та частина будівлі, в якій зупинявся Прабхупада, після його смерті в 1977 році була перетворена в присвячений його пам'яті музей. 

### Кампанія на захист Бгактіведанта-Менор (1994-1996)

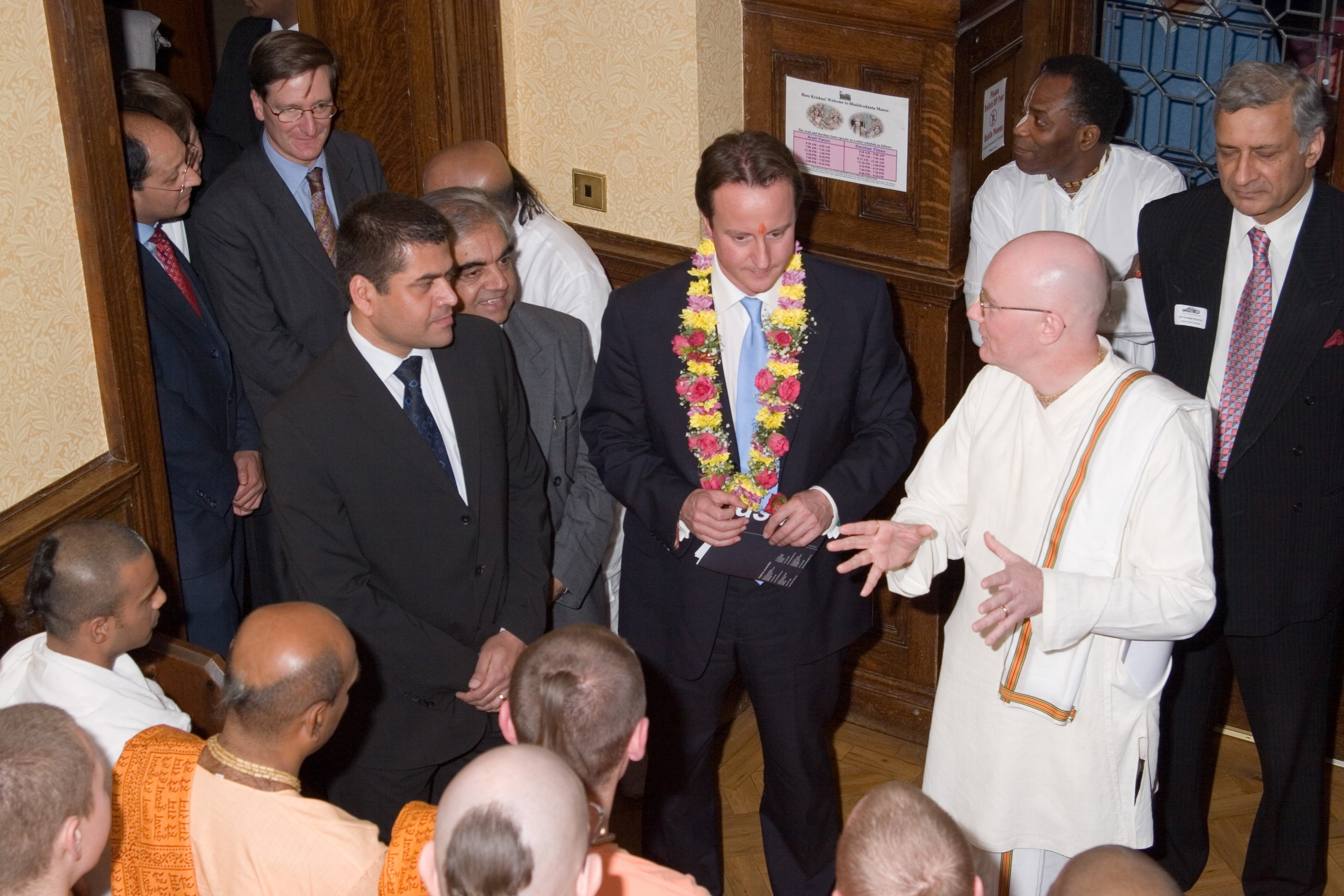
Девід Кемерон наносить візит у Бгактіведанта-Менор (2003 рік).

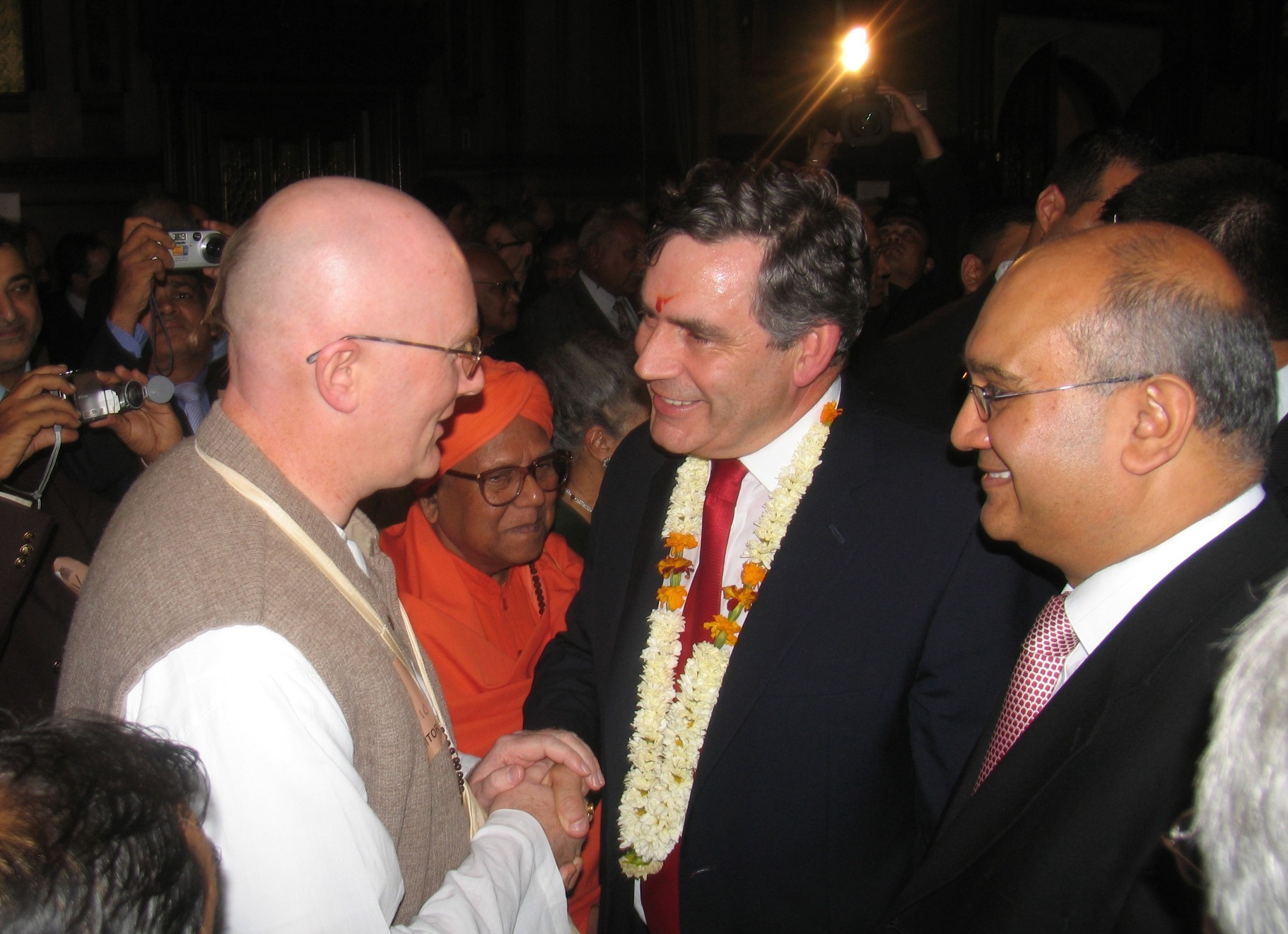
Президент Бгактіведанта-Менор Гаурідас (зліва) і Ґордон Браун під час святкування Дівалі в
Палаті громад в жовтні 2006 року.

У середині 1990-х років Бгактіведанта-Менор опинився в центрі уваги британських засобів масової інформації. Це сталося після того, як місцева влада закликали припинити релігійне поклоніння в храмі, який на той час у дні індуїстських свят відвідувало близько 25 тис. індусів.  Почалася публічна акція протесту, хід якої широко висвітлили засоби масової інформації Великої Британії. У Лондоні пройшов ряд багатотисячних демонстрацій індуїстів на захист Бгактіведанта-Менор. 
Британський релігієзнавець Мелорі Най присвятив цій темі свою монографію «Multiculturalism and minority religions in Britain: Krishna consciousness, religious freedom and the politics of location» («Мультикультуралізм і релігійні меншини у Великій Британії: Свідомість Крішни, релігійна свобода і місцева політика »), в якій він проводить дослідження боротьби британських індуїстів за право продовжувати здійснювати релігійне поклоніння в Бгактіведанта-Менор. Най зачіпає ключові етнографічні теми, які є основою для дискусій про расизм серед білих англійців з провінції. Він стверджує, що судова тяганина щодо «належного використання» Бгактіведанта-Менор може розглядатися як боротьба, в якій індуси-азіати боролися проти того, що, на думку могутнього класу білих англійців, було самою сутністю англійської способу життя - англійського села.
Най відзначає, що Бгактіведанта-Менор розташований в самому серці заможного і «істинно англійського» графства Хартфордшир, більшість населення якого складають білі англійці середнього класу.  Згідно з Наєм, ця типова англійська сільська місцевість, де зазвичай можна зустріти людей, що грають в крикет на лугах і вечорами збираються поспілкуватися в барах за кухлем пива. Така ідилічна сільська атмосфера «люто» підтримується місцевими білими жителями середнього класу, які борються за те, щоб Хартфордшир завжди залишався відмінним від довколишнього Лондона з його шумом і потворністю. Згідно з Наєм, конфлікт виник через те, що місцеві жителі вважали, що величезна кількість азіатів-індуїстів, які відвідують храм, створювала незручність і порушувала їх мирний, сільський життєвий уклад.
Місцеві жителі регулярно подавала скарги сільській адміністративній раді, висловлюючи своє невдоволення тим, що тисячі індуїстів, які відвідували Бгактіведанта-Менор у дні свят, створювали величезний транспортоний рух в прилеглій місцевості і тим самим порушували мирну сільську атмосферу.  У 1994 році місцева влада наклала заборону на поклоніння в Бгактіведанта-Менор. Як вихід із конфліктної ситуації, ІСККОН запропонував побудувати на свої кошти нову дорогу до Бгактіведанта-Менор в об'їзд села. Однак, у дозволі на будівництво дороги ІСККОН було відмовлено. 16 березня 1994 року заборона набула чинності, що викликало бурхливий протест британських індуїстів. У Лондоні відбулася величезна демонстрація, в якій взяло участь близько 36 тис. осіб. У травні того ж року, перед будівлею Британського парламенту була проведена ще одна демонстрація, в якій взяло участь понад 5 тис. індуїстів. Тим часом, поклоніння в храмі продовжилося в нормальному режимі. У серпні на фестиваль Крішна-джанмаштамі в Бгактіведанта-Менор зібралося близько 25 000 індуїстів. У результаті, британська влада порушила кримінальну справу проти діячів ІСККОН за недотримання заборони на релігійне поклоніння. Суд присудив ІСККОН виплату штрафу в розмірі 37 тис. фунтів стерлінгів, але ІСККОН подав апеляцію і позов до Європейського суду з прав людини (справа «ІСККОН проти Великої Британії»). Конфлікт був офіційно вирішений у травні 1996 року, коли Міністерство навколишнього середовища Великої Британії схвалило будівництво об'їзної дороги і дозволило продовжити релігійне поклоніння в храмі, назвавши Бгактіведанта-Менор «неперевершеним за своїм релігійним значенням».

## Галерея
Храмові божества

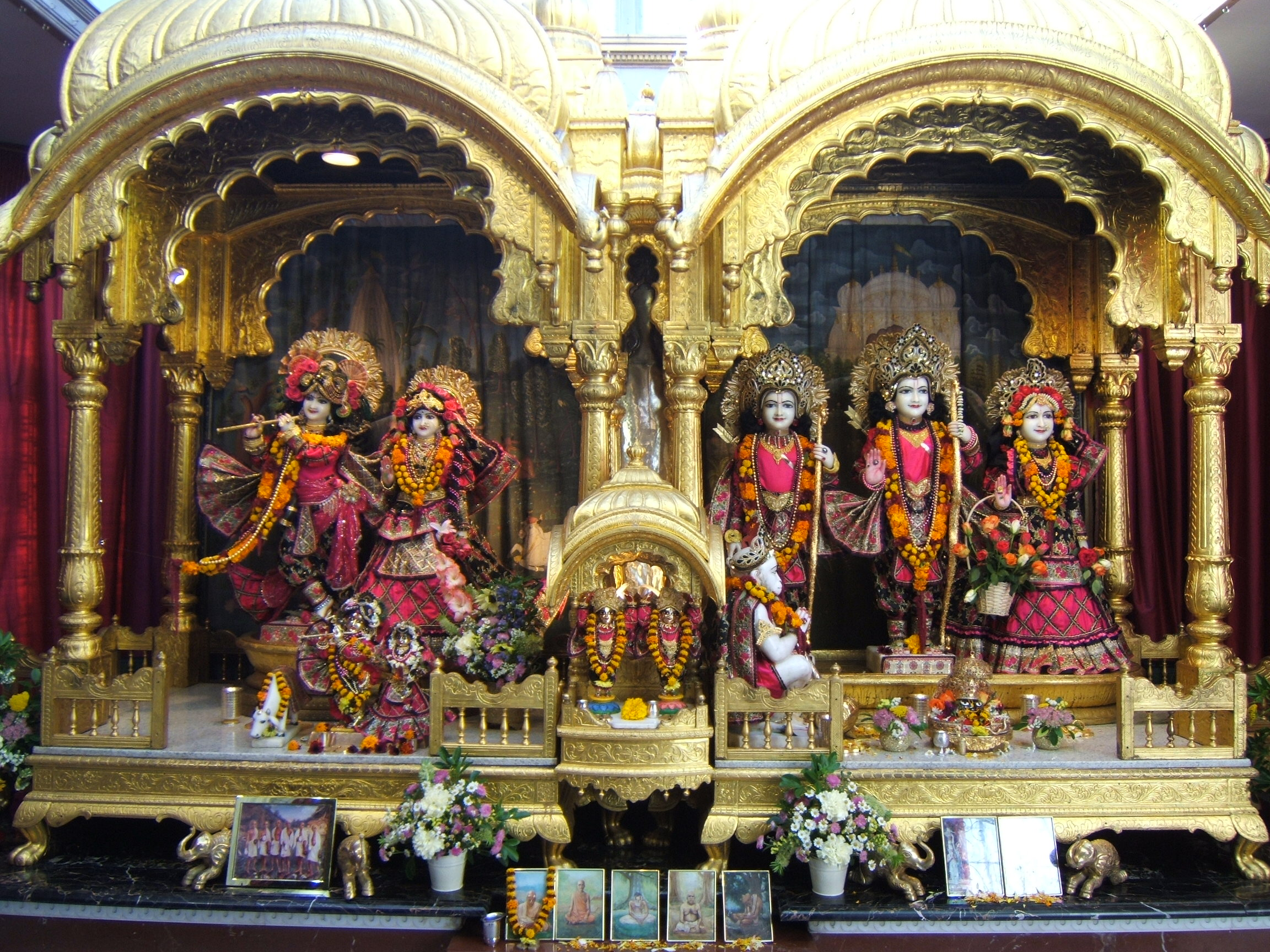
Вівтарі
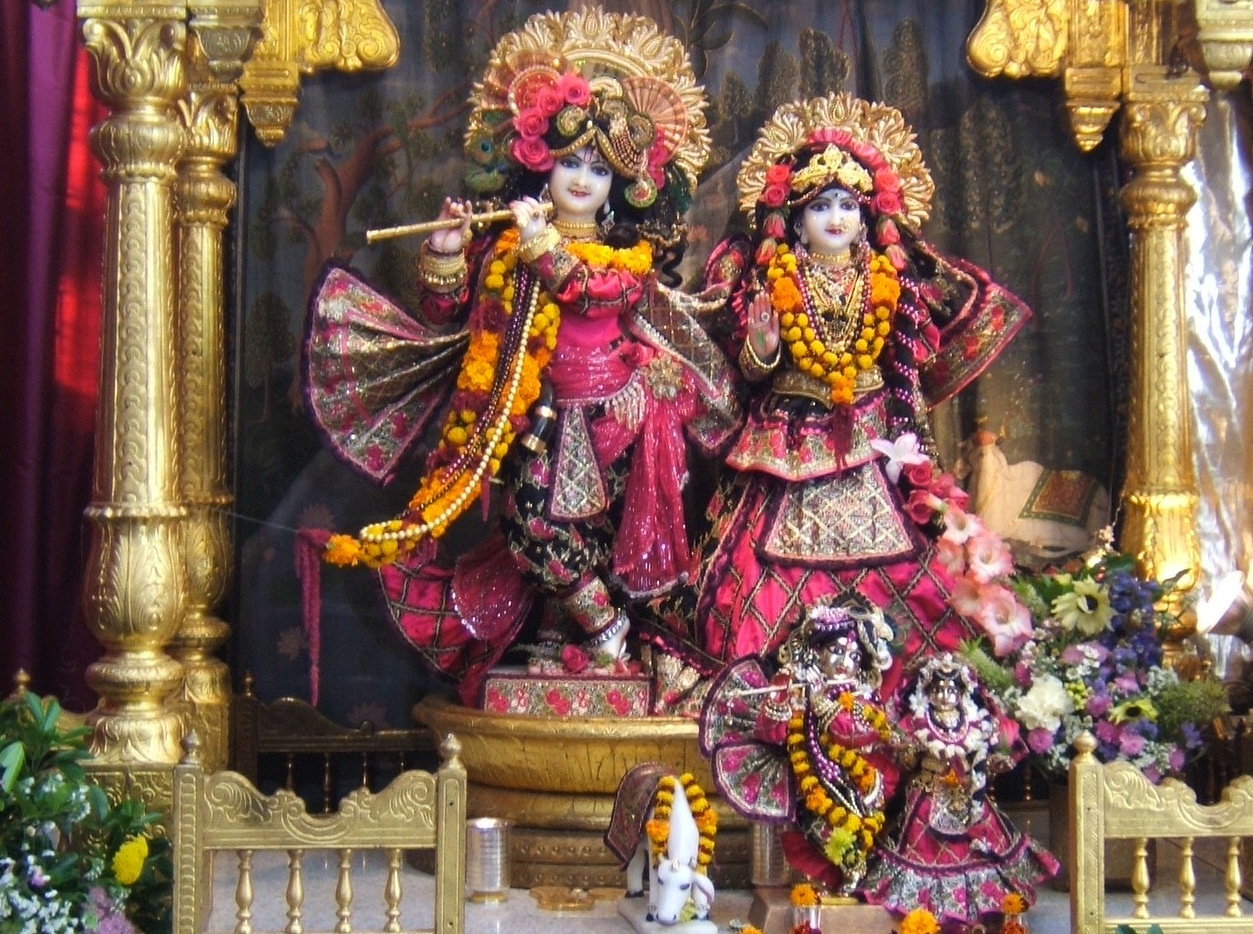
Радга-Гокулананда
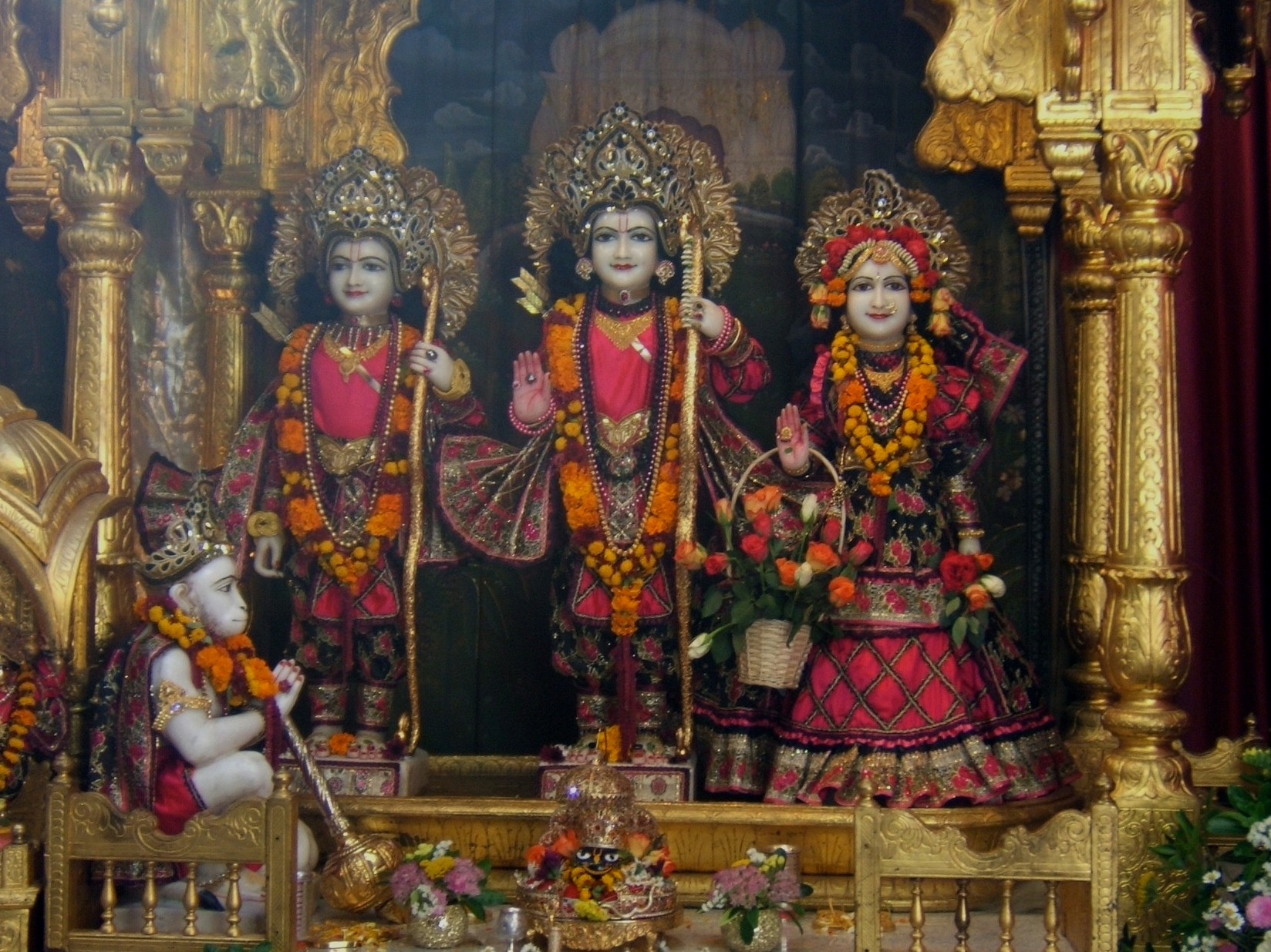
Сіта-Рама Лакшмана Хануман
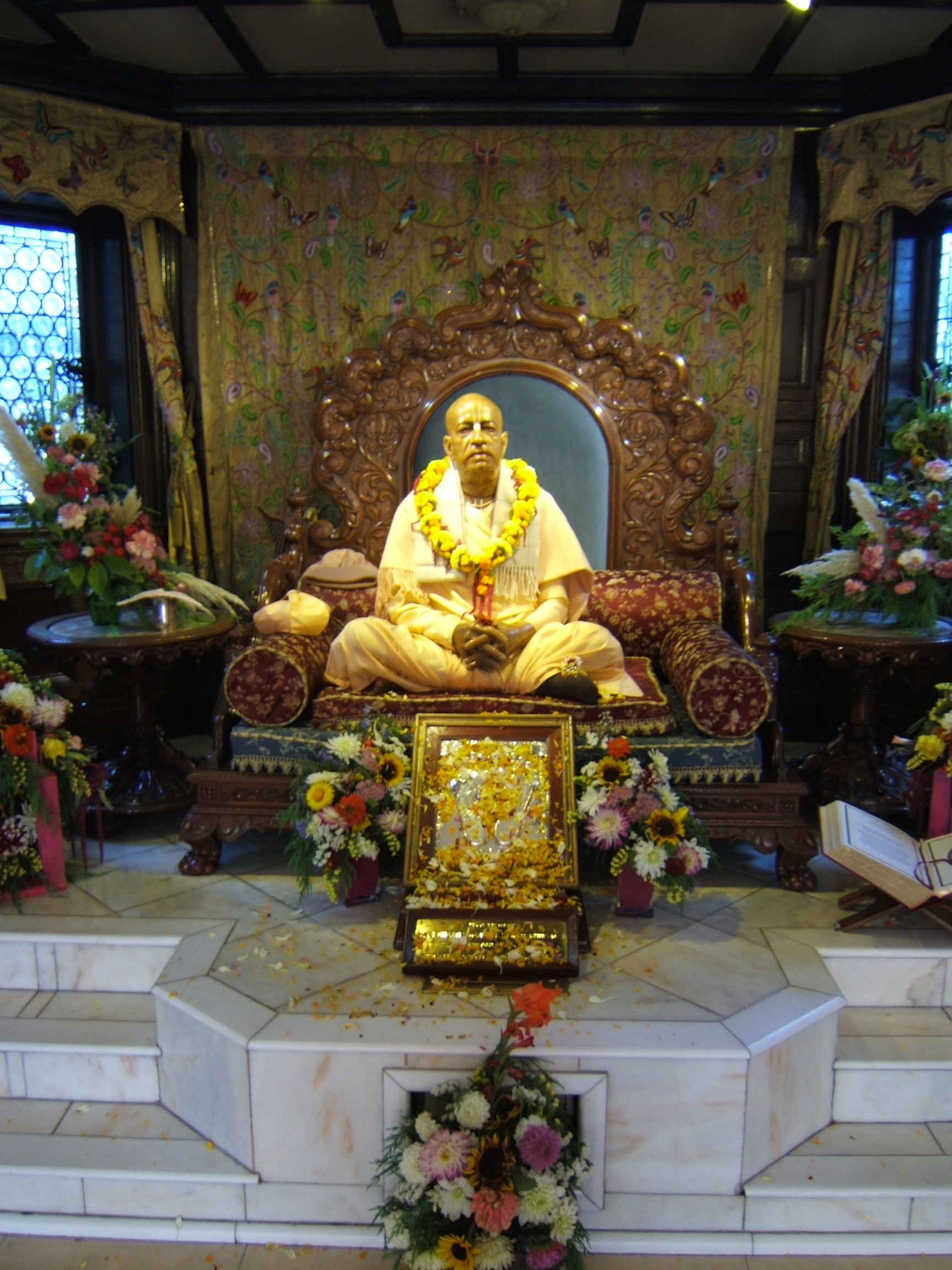
Бгактіведанта Свамі Прабгупада